# ジェローム・ピノー
ジェローム・ピノー（Jérôme Pineau、1980年1月2日 - ）は、フランス、モン＝サンテニャン出身の元自転車競技（ロードレース）選手。
平地、山岳問わず、集団から抜け出し、果敢にレースを作っていく選手。ツール・ド・フランスでもしばし、区間成績で上位に食い込むケースが見られる。2010年、ジロ・デ・イタリア第5ステージで、待望のグランツール初勝利を挙げた。
引退後の2018年より同年発足したUCIプロチームであるヴィタルコンセプト・サイクリングチームのゼネラル・マネージャーに就任した。

## 主な戦績
- 2003年
  - ポリノルマンド優勝。

- 2004年
  - パリ〜ブールジュ優勝
  - クラシカ・デ・アルメリア優勝
  - ツール・ド・レン総合優勝。

- 2010年
  - ジロ・デ・イタリア 第5ステージ優勝。

- 2011年
  - フロット・プライス・ジェフ・シェーレン 優勝

### ツール・ド・フランス
- 2002 : 総合87位
- 2003 : 総合71位
- 2004 : 総合27位
- 2005 : 総合43位
- 2006 : 総合82位。第4～第10ST 山岳賞部門首位。
- 2007 : 総合68位
- 2008 : 総合38位
- 2009 : 総合88位
- 2010 : 総合66位 第2～第8ST、第10～第11ST 山岳賞部門首位。
- 2011 : 総合54位
- 2012 : 総合112位
- 2013 : 総合159位

### ジロ・デ・イタリア
- 2010 : 総合58位、第5ST ステージ優勝
- 2011 : 総合84位
- 2013 : 総合124位

### ブエルタ・ア・エスパーニャ
- ブエルタ・ア・エスパーニャ ： 第11ステージ途中棄権